# Етулия
Етулия (на румънски: Etulia) е село в автономния район Гагаузия в южна Молдова. Населението му е около 2570 души (2004).
Разположено е на 35 m надморска височина в Черноморската низина, на границата с Украйна и на 16 km южно от град Вулкънещ. Селото е основано от гагаузки преселници от Балканите.
След поражението на Русия в Кримската война селото става част от Молдова и остава в границите на Румъния до 1879 година.